# Monda bicolor
Monda bicolor är en fjärilsart som beskrevs av Embrik Strand 1911. Monda bicolor ingår i släktet Monda och familjen säckspinnare. Inga underarter finns listade i Catalogue of Life.